# JetLite
JetLite was een Indiase lowbudget-luchtvaartmaatschappij met haar thuisbasis in Delhi.

## Geschiedenis
JetLite is opgericht in 1993 als Sahara India Airlines. In 1997 kreeg het de naam Sahara Airlines en vanaf 2001 de naam Air Sahara. In 2007 werd zij overgenomen door Jet Airways en opereerde toen verder onder de naam JetLite.
In 2012 werd JetLite gefuseerd met JetKonnect en als apart merk opgeheven. In 2019 kwam aan alle diensten een definitief einde toen Jet Airways failliet ging.

## Vloot
De vloot van JetLite bestond op 25 februari 2017 uit de volgende toestellen:
- 3 Boeing 737-700
- 5 Boeing 737-800